# Take-Two Interactive
Take-Two Interactive Software, Inc. (vaak afgekort tot Take-Two Interactive, Take2 of T2) is een Amerikaanse uitgever van computerspellen. Het Amerikaanse hoofdkantoor staat in New York en het internationale hoofdkantoor in Windsor (Engeland). 
De spellen worden fysiek en digitaal verkocht via directe relaties met grote retailers, waaronder digitale winkels en platformpartners,
en externe distributeurs. De grootste klanten zijn Sony (PS4 en PS5), Microsoft (Xbox), Nintendo (Switch), GameStop, Epic, Apple en Google. Verkoop aan de vijf grootste klanten in 2022 waren goed voor bijna 80% van de omzet, waarbij Sony en Microsoft elk goed waren voor meer dan 10% van de omzet in het gebroken boekjaar tot 31 maart 2022.
In maart 2022 is Zynga overgenomen door Take-Two voor US$ 12,7 miljard. Take-Two staat bekend om zijn console- en pc-games, terwijl Zynga grotendeels actief is met het mobiele gaming-genre. Zelnick van Take-Two gaat de combinatie leiden tezamen met Frank Gibeau, de CEO van Zynga.

## Dochterbedrijven
De volgende studio's zijn geheel onderdeel van Take-Two Interactive:
| Naam                 | Locatie        | Opgericht | Voorheen                          |
| -------------------- | -------------- | --------- | --------------------------------- |
| 2K Games             |                |           |                                   |
| 2K Games             | Novato, CA     | 2005      |                                   |
| 2K Czech             | Brno           | 1997      | 1997-2008: Illusion Softworks     |
| 2K Marin             | Novato, CA     | 2007      |                                   |
| Firaxis Games        | Sparks, MD     | 1996      |                                   |
| Hangar 13            | Novato, CA     | 2014      |                                   |
| Irrational Games     | Quincy, MA     | 1997      | 2007-2010: 2K Boston/2K Australia |
| 2K Play              | Toronto        | 1995      | 1995-2007: Global Star Software   |
| Cat Daddy Games      | Kirkland, WA   | 1996      |                                   |
| 2K Sports            | Novato, CA     | 2005      |                                   |
| Visual Concepts      | Novato, CA     | 1988      |                                   |
| Private Division     |                |           |                                   |
| Private Division     | New York, NY   | 2017      |                                   |
| Rockstar Games       |                |           |                                   |
| Rockstar Games       | New York, NY   | 1998      |                                   |
| Rockstar India       | Bangalore      | 2016      |                                   |
| Rockstar Leeds       | West Yorkshire | 1997      | 1997-2004: Möbius Entertainment   |
| Rockstar Lincoln     | Lincoln        | 1997      | 1997-2002: Tarantula Studios      |
| Rockstar London      | Londen         | 2005      |                                   |
| Rockstar New England | Andover, MA    | 1999      | 1999-2008: Mad Doc Software       |
| Rockstar North       | Edinburgh      | 1988      | 1988-2002: DMA Design             |
| Rockstar San Diego   | San Diego, CA  | 1984      | 1984-2002: Angel Studios          |
| Rockstar Toronto     | Toronto        | 1999      | 1999-2002: Rockstar Canada        |

### Opgeheven
- 2K Australia in Canberra, opgericht in 2006, gesloten in 2015
- 2K China in Shanghai, opgericht in 2006, gesloten in 2015
- Double Take Comics in New York, opgericht in 2014, gesloten in 2016
- Frog City Software in San Francisco, opgericht in 1995, gekocht in 2004, gesloten in 2006
- Gathering of Developers in Texas, opgericht januari 1998, gekocht in mei 2000, gesloten in september 2004; brands samengevoegd met Rockstar en 2K
- Gotham Games, opgericht in 2002, gesloten in 2004
- Indie Built in Salt Lake City, opgericht als Access Software in 1983, gekocht van Microsoft in 2004; gesloten op 28 april 2006
- Kush Games in Camarillo (Californië), gesloten in 2008
- Mission Studios in Schaumburg (Illinois), gekocht in september 1996, gesloten in 2001
- PAM Development in Parijs, opgericht in 1997, gekocht in 2006; gesloten in 2008
- PopTop Software in Saint Louis (Missouri), opgericht in 1993, opgegaan in Firaxis Games in 2006
- Rockstar Vancouver, opgericht in mei 1998 als Barking Dog Studios, gekocht in augustus 2002, samengevoegd met Rockstar Toronto in juli 2012
- Rockstar Vienna, opgericht op 4 januari 1993 als neo Software, gesloten op 11 mei 2006
- TalonSoft in Baltimore, opgericht in 1995, gekocht in 2000, gesloten in 2005
- Venom Games in Newcastle upon Tyne, opgericht in 2003, gekocht in september 2004; gesloten in juli 2008